# Viitorul anterior continuu (limba engleză)
The Future Perfect Continuous Tense este un timp verbal în limba engleză. În limba română poartă numele de Viitorul anterior continuu.
Acest timp verbal arată 
- o acțiune care va fi în curs de desfășurare înaintea unui alt moment viitor, în timpul cărora ele vor continua.[1]

În limba română Future Perfect Continuous Tense se traduce prin viitor sau prezent.
| To play                                  |  | To ask                                  |
| I shall/will have been playing           |  | I shall/will have been asking           |
| You shall/will have been playing         |  | You shall/will have been asking         |
| He, she, it shall/will have been playing |  | He, she, it shall/will have been asking |
| We shall/will have been playing          |  | We shall/will have been asking          |
| You shall/will have been playing         |  | You shall/will have been asking         |
| They shall/will have been playing        |  | They shall/will have been asking        |